# オイラー線

オイラー線(赤い線)は、重心(橙色の丸)、垂心(青丸)、外心(緑丸)、九点円の中心(赤丸)を通る直線である。九点円は各辺の中点（3個の黒丸）、各頂点から対辺に下した垂線の足（3個の黒丸）、各頂点と垂心との中点（3個）を通る。

オイラー線（オイラーせん、英: Euler line ）は、三角形の外心・重心・垂心を通る直線であり、その名称は存在を見出した数学者レオンハルト・オイラーに由来している。オイラー線は正三角形以外の全ての三角形に対して定義できる。三角形におけるオイラー線の概念は、四角形や三角錐などの図形にも拡張されている。

## 概要
上の図の三角形において、
- 青の線の交点が垂心 H
- 橙色の線の交点が重心 G
- 緑の線の交点が外心 O
- 二点 O, H の中点が九点円の中心

これらの点を通る赤い線がオイラー線である。
重心 G は線分 OH を 1 ： 2 の比率に内分する。
すなわち、外心 O ・重心 G ・垂心 H の間には常に、{\displaystyle {\overrightarrow {\mathrm {OH} }}=3{\overrightarrow {\mathrm {OG} }}} の関係が成り立っている。

## 直線の存在の証明
この3点が同一直線上にあることを証明する方法を何通りか挙げる。
解析的方法
三角形を座標平面上に置き、3点の座標を求めて同一直線上にあることを示す。
幾何学的方法
外心と垂心を結ぶ線と中線の交点が重心であることを示す。
三角形を重心を中心として180度回転させ、2倍に拡大したとき、外心の移動先が元の三角形の垂心であることを示す。
ベクトルを使用する方法
{\displaystyle {\overrightarrow {\mathrm {AH} }}={\overrightarrow {\mathrm {OB} }}+{\overrightarrow {\mathrm {OC} }},{\overrightarrow {\mathrm {OG} }}={\frac {{\overrightarrow {\mathrm {OA} }}+{\overrightarrow {\mathrm {OB} }}+{\overrightarrow {\mathrm {OC} }}}{3}}} 等を利用する。
三線座標・重心座標を用いる方法
外心・重心・垂心を上記の座標で表し、その行列式が 0 になることを示す。

## 線上の特殊な点
オイラー線上にある外心・重心・垂心以外の重要な点をいくつか挙げる。
九点円の中心
三角形において、
- 3辺の中点
- 3つの頂点から対辺に下ろした垂線の足
- 垂心と頂点との中点

これら9点を通る円を九点円と呼ぶ。この円の中心は外心と垂心の中点に当たる。
ド・ロンシャン点
外心に対して垂心と対称的な位置にある点をド・ロンシャン点という。この点を L とおくと、
AL2 - BC2 = BL2 - CA2 = CL2 - AB2が成り立つ。
シフラー点
三角形の内心を I としたとき、3つの三角形 IAB,IBC,ICA のオイラー線は ABC のオイラー線上の1点で交わる。この点をシフラー点という。
エクセター点
重心の擬調和三角形と外接三角形の配景の中心である。
オイラー無限遠点
オイラー線方向の無限遠点である。

## 特殊な三角形のオイラー線
直角三角形
直角三角形のオイラー線は、直角である頂点と斜辺の中点を結ぶ線となる。これは外心が斜辺の中点であることと垂心が頂点であることから容易に分かる。
二等辺三角形
二等辺三角形のオイラー線は、頂角の中線となる。これはこの直線が以下のすべて性質を持つため、外心・重心・垂心がこの直線上に来るからである。
- 頂角に対する中線
- 頂角から下ろした垂線
- 辺の垂直二等分線
- 頂角の二等分線

また、4つ目の性質から、内心も同一線上にあることが分かる。
正三角形
外心・重心・垂心が一致するため、オイラー線は定義できない。
傍心三角形
三角形の3つの傍心が作る三角形を傍心三角形と呼ぶ。この三角形のオイラー線は、元の三角形の外心（傍心三角形の九点円の中心）と内心（傍心三角形の垂心）を結ぶ直線となる。他にベバン点（傍心三角形の外心）を通る。

## その他の性質
点Pに対し、3つの三角形 PAB, PBC, PCA のオイラー線が1点で交わる条件は、「Pが外接円上かノイベルグ三次曲線上にある」である。これは、フランク・モーリーとその息子によって証明された。以下に主な点と簡単な証明を示す。
外接円上の点
3つの三角形は外接円を共有するためその中心である外心は同じである。
垂心
3つの三角形は九点円を共有するためその中心は同じである。
外心
PA=PB=PC より3つの三角形は二等辺三角形であり、そのオイラー線は頂角であるPを通る。
内心
3本の線はシフラー点で交わる。証明は同項目を参照。
フェルマー点
内心と同じ方針で、3つの直線が重心で交わることが分かる。

## 拡張
3次元以上の単体においても重心は存在する。また、すべての頂点を通る外接球が存在するためその中心である外心も存在する。よって、この2点を通る直線が定義可能である。
四面体におけるオイラー線は、外心・重心とモンジュ点を通る。四面体に垂心が存在する場合はモンジュ点と一致するため、これもオイラー線上にある。